# Лугнасад
Лугнасад або Лугнаса ( [ˈluːnəsə] LOO-nə-sə, ірл.: [L̪ˠuːnˠəsˠə]) — гельське свято початку збору врожаю сезону. Історично його широко святкували по всій Ірландії, Шотландії та на острові Мен. Сучасною ірландською мовою має назву Лунаса, шотл. гел. Лунстал, а у менс. Луаністин. Традиційно проводиться 1 серпня, або приблизно по середині між літнім сонцестоянням та осіннім рівноденням. В останні століття деякі святкування були перенесені на найближчу до цієї дати неділю. 
Лугнасад є одним із чотирьох гальських сезонних святкувань, поряд із Самайн, Імболк та Белтейн. Відповідає іншим європейським святам збору врожаю, таким як валлійський Гвіл Авст та англійська Ламмас.
Лугнасад згадується в найдавніших ірландських джерелах і має язичницьке походження. Свято назване на честь бога Луга. Вважається, що він надихнув людей на великі зібрання, які включали релігійні церемонії, ритуальні спортивні змагання (насамперед Ігри в Таїльті), бенкети, сватання та торгівлю. Традиційними також були відвідування святих криниць. За словами фольклориста Маера МакНіла, свідчення доказують, що релігійні обряди включали приношення "перших фруктів", свято нової їжі та чорниці, жертву бика та ритуальну танцювальну гру, в якій Луг збирає врожай для людства і перемагає злі сили. Багато заходів відбувалися б на вершинах пагорбів та гір.
Звичаї Лугнасаду широко зберігалися до 20-го століття. Пов'язані події називалася по-різному: "неділя гірлянди", "неділя чорниці", "гірська неділя" та "неділя Кром - Дуб". Звичай сходження на пагорби та гори в Лугнасад досі зберігся в деяких районах, хоча його знову виділили як християнську прощу. Найвідомішим є паломництво "Рідка Неділя" на вершину Кроаг Патрік в останню неділю липня. Вважається, що ряд ярмарок також є святкуванням Лугнасаду. Наприклад "Ярмарок шайб".
З кінця 20-го століття кельтські неоязичники вважають Лугнасад, або свято на його основі - релігійним святом. Подекуди елементи свята відродили як культурну подію.